# 8. Międzynarodowy Festiwal Filmowy w Wenecji (1940)
8. Międzynarodowy Festiwal Filmowy w Wenecji odbył się w dniach 1–8 września 1940 roku.
Podobnie jak wszystkie cztery wojenne edycje festiwalu (1939–1942), również ta edycja została po wojnie uznana za niebyłą, gdyż pokazy odbywały się z dala od weneckiego Lido, a w filmach sztukę zdecydowanie zdominowała propaganda. W związku z tym pierwszy powojenny festiwal uznano oficjalnie w numeracji za 7. w kolejności.
W czasie tej edycji imprezy nie było jury. Nagrody przyznał dyrektor festiwalu na podstawie decyzji delegatów z Włoch i Niemiec. Nagrodę główną festiwalu, Puchar Mussoliniego za najlepszy film zagraniczny, otrzymał niemiecki obraz Poczmistrz w reżyserii Gustava Ucicky'ego. Za najlepszy film włoski uznano Oblężenie Alcazaru w reżyserii Augusto Geniny.